# María Xosé Lamas
María Xosé Lamas (Vilalba,1961) es una escritora española en lengua gallega.

## Trayectoria
Diplomada en Profesorado de Primaria, licenciada en Filosofía y Ciencias de la Educación, Posgrado en Educación Musical y Grado Elemental en Piano del Conservatorio Profesional Municipal de Vilalba en el que continúa estudios de Grado Medio, es profesora de Educación Musical en el CEIP M. Mato Vizoso de Vilalba.
Desde 1979 participa en el ámbito del teatro aficionado, como actriz en diversas producciones, como autora de más de una veintena de obras, así como realizando traducciones y adaptaciones y dirigiendo diversas compañías: Grupo de teatro de la A.C. Monseivane, Centro Dramático Vilalbés e Escola de Teatro do CDV (desde 1999). Asimismo, lleva a cabo diversas actividades en el campo de la pedagogía teatral, a cargo de programas de teatro escolar con alumnado de educación infantil, primaria y secundaria.

## Obra

### Poesía
- Catro palabras caladas, 2001, edición de la autora.
- Cartafol de nostalxias, 2002.
- Ao norte do camiño, 2004, Caderno de Estudos Chairegos.
- Datando lembranzas, 2004, Fundación Manuel María.
- Con Fausto, por este río acima, 2010, Instituto de Estudios Chairegos.
- Sonetos preposicionais, 2017, Alvarellos.

### Literatura infantil-juvenil
- Cantigas para aprender a soñar, 2016, Embora.

### Teatro
- Un corvo en Caldaloba (2022). Medulia. 48 págs. ISBN: 978-84-19438-00-3.

### Obra colectiva
- A Coruña á luz das letras, 2008, Trifolium.
- Vivir un soño repetido. Homenaxe a Lois Pereiro, 2011, Asociación de Escritores en Lingua Galega, libro electrónico.
- 150 Cantares para Rosalía de Castro (2015, libro electrónico).

## Premios
- Accésit en el Certamen Literario del Ayuntamiento de Vilalba en el 2002 por el poemario Cartafol de nostalxias.
- Premio de poesía en el Certamen Literario del Ayuntamiento de Vilalba en 2003 por Tempos verbais.
- Premio Arume de poesía para niños en el 2013, por Cantigas para aprender a soñar.
- Segundo premio del XLII Certamen Literario del Ayuntamiento de Vilalba en el 2016 or Sonetos preposicionais.